# 케이블 테스터

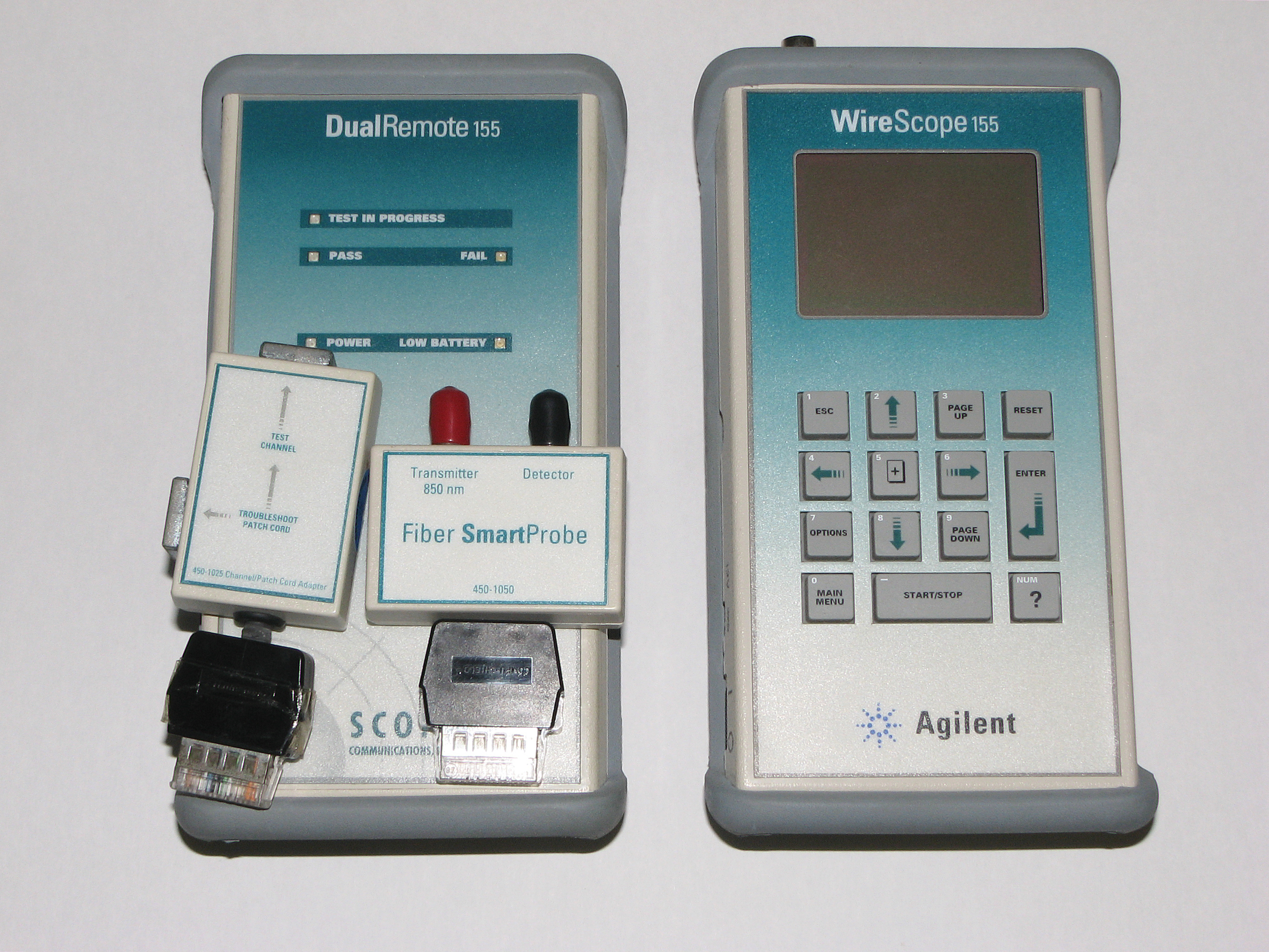
연선 및 광섬유 케이블용 테스터 및 분석기.

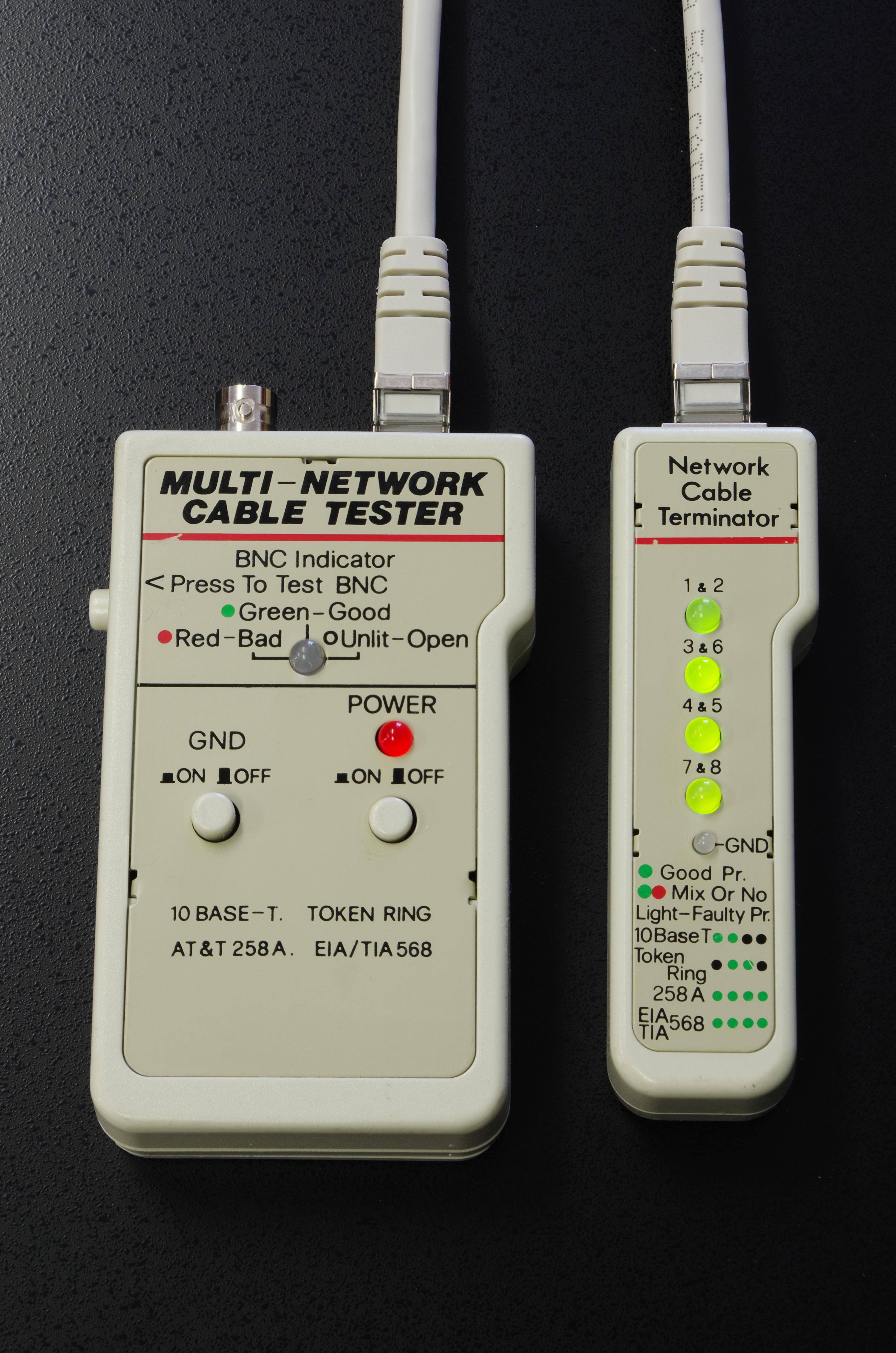
BNC 단자 및 연선 케이블용 간단한 테스터.

케이블 테스터(영어: Cable tester)는 신호 케이블 또는 기타 유선 어셈블리의 전기 연결을 확인하는 데 사용되는 전자 장치이다. 기본 케이블 테스터는 케이블 끝 사이에 전도성 경로가 존재하는지 확인하고 케이블의 커넥터 배선이 올바른지 확인하는 연속성 테스터이다. 더 발전된 케이블 테스터는 저항, 신호 감쇠, 노이즈 및 간섭과 같은 케이블의 신호 전송 속성을 측정할 수 있다.

## 기본 테스터
일반적으로 기본 케이블 테스터는 전류원, 하나 이상의 전압 지시기, 그리고 여러 도체를 순차적으로 확인하기 위한 스위칭 또는 스캔 장치를 갖춘 배터리 구동식 휴대용 기기이다. 케이블 테스터는 테스트 프로세스를 자동화하고 테스트 결과를 표시하기 위해 마이크로컨트롤러와 디스플레이를 갖출 수 있으며, 특히 다중 도체 케이블에 유용하다. 케이블 테스터는 케이블의 양 끝에 동시에 연결될 수 있으며, 지시기와 전류원 부분이 분리되어 케이블 한쪽 끝에서 테스트 전류를 주입하고 먼 쪽 끝에서 결과를 감지할 수도 있다. 이러한 테스터의 두 부분 모두 응용 프로그램과 호환되는 커넥터를 가지며, 예를 들어 이더넷 근거리 통신망 케이블용 모듈러 커넥터가 있다.
케이블 테스터는 의도된 모든 연결이 존재하고 테스트 중인 케이블에 의도하지 않은 연결이 없는지 확인하는 데 사용된다. 의도된 연결이 없을 때 "개방"되었다고 말한다. 의도하지 않은 연결이 존재할 때 "단락"(즉, 합선)되었다고 말한다. 연결이 "잘못된 곳으로" 가면 "오배선"되었다고 말한다(이 연결은 두 가지 결함을 가진다: 올바른 접점에 대해 개방되고 잘못된 접점에 대해 단락된다).
일반적으로 테스트는 두 단계로 진행된다. 첫 번째 단계는 "개방 테스트"라고 불리며, 의도된 각 연결이 양호한지 확인한다. 두 번째 단계는 "단락 테스트"라고 불리며, 의도하지 않은 연결이 없는지 확인한다.
연결을 테스트하는 두 가지 일반적인 방법이 있다.
1. 연속성 테스트. 전류가 연결부를 따라 흐른다. 전류가 흐르면 연결이 양호하다고 가정한다. 이러한 유형의 테스트는 배터리(전류 공급용)와 전구(전류가 흐르면 켜짐)의 직렬 조합으로 수행할 수 있다.
2. 전기저항 테스트. 알려진 전류가 연결부를 따라 흐르고 발생하는 전압을 측정한다. 전압과 전류로부터 연결의 저항을 계산하고 예상 값과 비교할 수 있다.

단락을 테스트하는 두 가지 일반적인 방법이 있다.
1. 저전압 테스트. 저전력, 저전압 소스를 연결되지 않아야 할 두 도체 사이에 연결하고 전류량을 측정한다. 전류가 없으면 도체가 잘 절연되어 있다고 가정한다.
2. 고전압 테스트. 다시 전압원이 연결되지만 이번에는 전압이 수백 볼트이다. 전압이 증가하면 더 높은 전압이 거의 단락된 전선의 절연체를 파괴할 것이기 때문에 거의 단락된 연결을 찾을 가능성이 높아진다.

## 신호 테스터
더 강력한 케이블 테스터는 신호 전송과 관련된 케이블의 속성을 측정할 수 있다. 여기에는 케이블의 DC 저항, 하나 이상의 주파수에서 신호 강도 손실(감쇠), 그리고 다중 쌍 케이블 또는 누화의 여러 쌍 사이의 절연 측정 등이 포함된다. 이러한 장비는 기본 연속성 테스터보다 몇 배나 비싸고 복잡하지만, 이러한 측정은 케이블 설치가 사용에 필요한 기술 표준을 충족하는지 인증하기 위해 필요할 수 있으며, 예를 들어 근거리 통신망 케이블링에 사용된다.

## 광섬유 케이블 테스터
광섬유 케이블 테스터는 가시광선 소스와 광섬유 케이블 설치와 호환되는 커넥터를 포함한다. 가시광선 소스가 사용되므로 눈으로 감지할 수 있다. 더 발전된 광섬유 케이블 테스터는 광섬유 케이블 및 커넥터의 신호 손실 속성을 확인할 수 있다.

## 같이 보기
- 시간 영역 반사 측정기